# West Imphal (huyện)
Huyện West Imphal là một huyện thuộc bang Manipur, Ấn Độ. Thủ phủ huyện West Imphal đóng ở Lamphelpat. Huyện West Imphal có diện tích 519 ki lô mét vuông. Đến thời điểm năm 2001, huyện West Imphal có dân số 439532 người.